# Andreas de Florentia
Andreas de Florentia (także: Andrea da Firenze, Magister Frater Andreas Horganista de Florentia, Frate Andrea dei Servi, Andrea Stefani, Andrea degli Organi; data ur. nieznana, zm. około 1415) – włoski kompozytor i organista, zakonnik (serwita).

## Życiorys
Od 1375 roku należał do zakonu serwitów. Od 1378 roku był organistą w kościele Santissima Annunziata we Florencji. W latach 1380, 1387–1388, 1390–1392 i 1395–1397 pełnił funkcję przeora klasztoru działającego przy tymże kościele. Od 1387 roku wspólnie z Francesco Landinim pracował nad nowymi organami do katedry Santa Maria del Fiore. W 1393 roku został przeorem w Pistoi. Od 1407 do 1410 roku był prowincjałem serwitów na Toskanię.

## Twórczość
Twórczość Andreasa de Florentia reprezentuje schyłkową fazę włoskiego trecenta. Skomponował 30 ballat, w tym 18 dwugłosowych i 12 trzygłosowych. Zachowały się one w kilku rękopisach, z których najważniejszym jest Kodeks Squarcialupi. W swoich ballatach wykorzystywał teksty o treści miłosnej, polemicznej, moralizatorskiej oraz satyrycznej. Utwory te odznaczają się płynnym przebiegiem rytmicznym, stosowane są w nich imitacje krótkich motywów, niekiedy użyte jako hoketus. We fragmentach końcowych kompozytor stosował czasami długie melizmaty. W ballatach trzygłosowych widoczne są wpływy muzyki francuskiej, polegające na wprowadzeniu akompaniamentu instrumentalnego i odcinków o różnych kadencjach.